# 灰腹彗星蜂鸟
灰腹彗星蜂鸟（学名：Taphrolesbia griseiventris），是雨燕目蜂鸟科的一种鸟类，是灰腹彗星蜂鸟属的唯一物种。
灰腹彗星蜂鸟体重约8.94克，翼长约78.2毫米，嘴峰长约22.8毫米，喙宽度约2.4毫米，喙厚度约1.8毫米，跗蹠长约6毫米，尾长约84.5毫米。灰嘴彗星蜂鸟在其分布区内为留鸟，其栖息在半开放的灌木丛中，食性为草食性，主要食物来源是植物的花蜜。
灰腹彗星蜂鸟分布于秘鲁西北部的卡哈马卡省南部至瓦努科省西部的安第斯山脉地区。该物种是单型物种，没有亚种分化。